# WTA-toernooi van Tampa
Het WTA-toernooi van Tampa was een tennistoernooi voor vrouwen dat van 1977 tot en met 1990 plaatsvond in of nabij de Amerikaanse stad Tampa (Florida). De officiële naam van het toernooi was Florida Federal Open of Eckerd Open.
De WTA organiseerde het toernooi, dat laatstelijk in de categorie "Tier III" viel en werd gespeeld op de gravel-banen van de Bardmoor Country Club in Tampa.
De alternatieve locaties Palm Harbor, Clearwater, Oldsmar en Tarpon Springs liggen dicht bij elkaar, ongeveer 35–45 km verwijderd van Tampa.
Er werd door 32 deelneemsters per jaar gestreden om de titel in het enkelspel, en door 16 paren om de dubbelspeltitel. Aan het kwalificatietoernooi voor het enkelspel namen 32 speelsters deel, met vier plaatsen in het hoofdtoernooi te vergeven.

## Officiële namen
| 1977–1985 | Florida Federal Open |
| 1986–1990 | Eckerd Open          |

## Meervoudig winnaressen enkelspel
| speelster           | aantal titels | in de jaren      |
| ------------------- | ------------- | ---------------- |
| Chris Evert         | 3             | 1982, 1987, 1988 |
| Martina Navrátilová | 2             | 1981, 1983       |

## Enkel- en dubbelspeltitel in één jaar
| speelster           | in het jaar |
| ------------------- | ----------- |
| Martina Navrátilová | 1983        |
| Chris Evert         | 1987        |

## Finales

### Enkelspel
| Datum      | Naam                 | Cat.     | ($)     | Ondergrond        | Winnares            | Verliezend finaliste    | Uitslag       |
| ---------- | -------------------- | -------- | ------- | ----------------- | ------------------- | ----------------------- | ------------- |
| 1977-09-26 | Florida Federal Open |          | 35.000  | gravel, buiten    | Virginia Ruzici     | Laura duPont            | 6-4, 4-6, 6-2 |
| 1978-11-06 | Florida Federal Open |          | 75.000  | hardcourt, buiten | Virginia Wade       | Anna-Maria Fernandez    | 6-4, 7-6      |
| 1979-10-22 | Florida Federal Open |          | 100.000 | hardcourt, buiten | Evonne Goolagong    | Virginia Wade           | 6-0, 6-3      |
| 1980-11-10 | Florida Federal Open |          | 125.000 | hardcourt, buiten | Andrea Jaeger       | Tracy Austin            | walk-over     |
| 1981-10-05 | Florida Federal Open |          | 125.000 | hardcourt, buiten | Martina Navrátilová | Bettina Bunge           | 5-7, 6-2, 6-0 |
| 1982-10-11 | Florida Federal Open |          | 125.000 | hardcourt, buiten | Chris Evert         | Andrea Jaeger           | 3-6, 6-1, 6-4 |
| 1983-10-10 | Florida Federal Open |          | 150.000 | hardcourt, buiten | Martina Navrátilová | Pam Shriver             | 6-3, 6-2      |
| 1984-10-08 | Florida Federal Open |          | 150.000 | hardcourt, buiten | Michelle Torres     | Carling Bassett         | 6-1, 7-6      |
| 1985-11-04 | Florida Federal Open |          | 150.000 | hardcourt, buiten | Stephanie Rehe      | Gabriela Sabatini       | 6-4, 6-7, 7-5 |
| 1986-09-15 | Eckerd Open Largo    |          | 125.000 | hardcourt, buiten | Lori McNeil         | Zina Garrison           | 2-6, 7-5, 6-2 |
| 1987-04-27 | Eckerd Open          |          | 150.000 | gravel, buiten    | Chris Evert         | Kate Gompert            | 6-3, 6-2      |
| 1988-03-28 | Eckerd Open          | Tier IV  | 200.000 | gravel, buiten    | Chris Evert         | Arantxa Sánchez Vicario | 7-6, 6-4      |
| 1989-04-17 | Eckerd Open          | Tier IV  | 200.000 | gravel, buiten    | Conchita Martínez   | Gabriela Sabatini       | 6-3, 6-2      |
| 1990-04-16 | Eckerd Tennis Open   | Tier III | 225.000 | gravel, buiten    | Monica Seles        | Katerina Maleeva        | 6-1, 6-0      |

### Dubbelspel
| Datum      | Naam                 | Cat.     | ($)     | Ondergrond        | Winnaressen                          | Verliezend finalistes               | Uitslag       |
| ---------- | -------------------- | -------- | ------- | ----------------- | ------------------------------------ | ----------------------------------- | ------------- |
| 1977-09-26 | Florida Federal Open |          | 35.000  | gravel, buiten    | Delina Boshoff Ilana Kloss           | Brigitte Cuypers Marise Kruger      | 6-7, 6-2, 6-2 |
| 1978-11-06 | Florida Federal Open |          | 75.000  | hardcourt, buiten | Martina Navrátilová Anne Smith       | Kerry Reid Wendy Turnbull           | 7-6, 6-3      |
| 1979-10-22 | Florida Federal Open |          | 100.000 | hardcourt, buiten | Anne Smith Virginia Ruzici           | Ilana Kloss Betty-Ann Stuart        | 7-5, 4-6, 7-5 |
| 1980-11-10 | Florida Federal Open |          | 125.000 | hardcourt, buiten | Rosie Casals Candy Reynolds          | Anne Smith Paula Smith              | 7-6, 7-5      |
| 1981-10-05 | Florida Federal Open |          | 125.000 | hardcourt, buiten | Rosie Casals Wendy Turnbull          | Martina Navrátilová Renáta Tomanová | 6-3, 6-4      |
| 1982-10-11 | Florida Federal Open |          | 125.000 | hardcourt, buiten | Ann Kiyomura Paula Smith             | Mary-Lou Piatek Wendy White         | 6-2, 6-4      |
| 1983-10-10 | Florida Federal Open |          | 150.000 | hardcourt, buiten | Martina Navrátilová Pam Shriver      | Bonnie Gadusek Wendy White          | 6-0, 6-1      |
| 1984-10-08 | Florida Federal Open |          | 150.000 | hardcourt, buiten | Carling Bassett Elizabeth Sayers     | Mary-Lou Piatek Wendy White         | 6-4, 6-3      |
| 1985-11-04 | Florida Federal Open |          | 150.000 | hardcourt, buiten | Carling Bassett Gabriela Sabatini    | Lisa Bonder Laura Gildemeister      | 6-0, 6-0      |
| 1986-09-15 | Eckerd Open Largo    |          | 125.000 | hardcourt, buiten | Elise Burgin Rosalyn Fairbank        | Gigi Fernández Kim Sands            | 7-5, 6-2      |
| 1987-04-27 | Eckerd Open          |          | 150.000 | gravel, buiten    | Chris Evert Wendy Turnbull           | Elise Burgin Rosalyn Fairbank       | 6-4, 6-3      |
| 1988-03-28 | Eckerd Open          | Tier IV  | 200.000 | gravel, buiten    | Terry Phelps Raffaella Reggi         | Cammy MacGregor Cynthia MacGregor   | 6-2, 6-4      |
| 1989-04-17 | Eckerd Open          | Tier IV  | 200.000 | gravel, buiten    | Brenda Schultz Andrea Temesvári      | Elise Burgin Rosalyn Fairbank       | 7-6, 6-4      |
| 1990-04-16 | Eckerd Tennis Open   | Tier III | 225.000 | gravel, buiten    | Mercedes Paz Arantxa Sánchez Vicario | Sandra Cecchini Laura Gildemeister  | 6-2, 6-0      |